# Westfalenspiegel

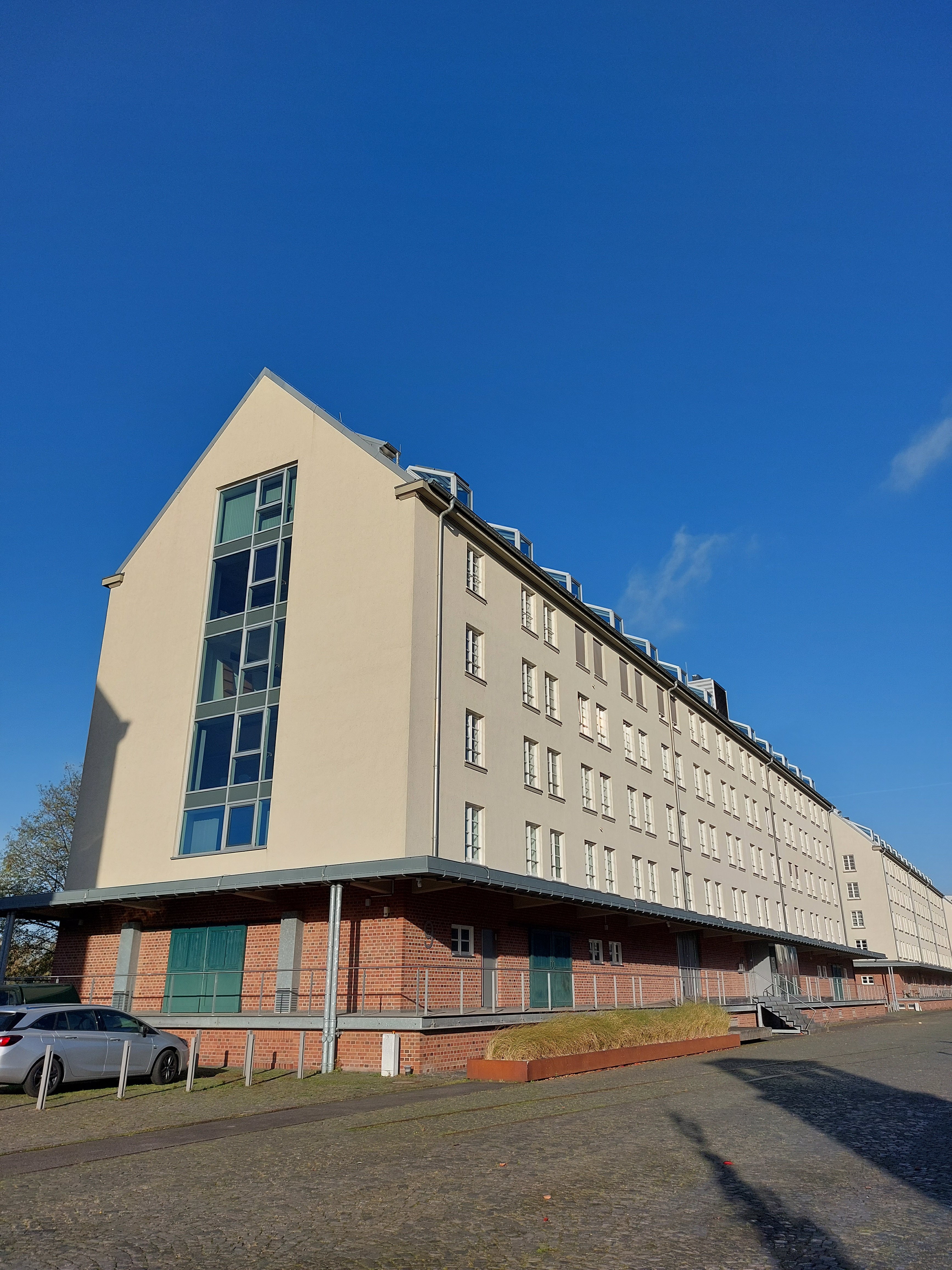
Sitz des Verlages in der Speicherstadt Münster

Der Westfalenspiegel ist eine Zeitschrift für Westfalen-Lippe, die sechsmal im Jahr im Ardey-Verlag (Münster) erscheint und seit Oktober 1951 herausgegeben wird. Der Westfalenspiegel ist eines der ältesten regionalen Kulturmagazine in Deutschland. Die Zeitschrift wird über Abonnements, Museumsshops und über den Zeitschriftenhandel vertrieben. Der Einzelheftpreis beträgt 5 Euro (Stand: 2023). Finanziell unterstützt werden der Verlag und das Magazin vom Landschaftsverband Westfalen-Lippe. Beide sind damit Teil der Kulturförderung in Westfalen-Lippe.

## Inhalt
Das Magazin berichtet über Kunst, Museen, Literatur, Theater, Musik und Film, Politik, Wirtschaft und Gesellschaft, stellt Personen, Städte und Landschaften aus Westfalen und Lippe vor und gibt Ausflugs- und Termintipps. Seit 2002 hat jedes Heft einen etwa 14- bis 20-seitigen Themenschwerpunkt, zum Beispiel „Architektur“, „Artenvielfalt in Westfalen“, „Theater im Aufbruch“, „Fotografie“, „Scherz, Satire, Ironie“, „Erinnerungsorte“, „An der Weser“, „Popmusik“, „Wunderwelt Wald“, „Comics“, „Von Rittern und Burgen“, „Erde im Klimastress“, „Archäologie“, „Unser Gehirn“ und „Archive“. Zu den festen Rubriken gehören Ausstellungs-, Buch- und Theaterkritiken, ein Prominenten-Fragebogen, ein Cartoon von Holga Rosen, ein Rätsel und der Kulturkalender mit Terminhinweisen aus Westfalen-Lippe.
Im Literaturteil hat die Zeitschrift seit den 1950er-Jahren häufig Gedichte und Auszüge aus Prosawerken zeitgenössischer Autoren veröffentlicht, zum Beispiel von Peter Paul Althaus, Otto A. Böhmer, Otto Jägersberg, Hugo Ernst Käufer, Klaus-Peter Wolf, Ernst Meister, Karl Riha, Peter Rühmkorf, Paul Schallück, Ralf Thenior, Oliver Uschmann, Frank Goosen, Volker W. Degener und Fritz Eckenga. 
Anhand von Fotostrecken stellt die Zeitschrift regelmäßig Arbeiten bekannter westfälischer Fotografen und Illustratoren vor wie Fritz Pitz, Thomas Wrede, Hans Rudolf Uthoff, Brigitte Kraemer, Roman (Maria) Mensing, Annet van der Voort, Robert Nippoldt und des Pixelprojekt Ruhrgebiet. In den 1950er Jahren zählte der Fotograf Albert Renger-Patzsch zu den Mitarbeitern des Magazins und veröffentlichte dort zahlreiche seiner Bilder.
Auf der Website des Westfalenspiegels werden aktuelle Nachrichten und Beiträge aus Politik, Wirtschaft, Gesellschaft, Kultur und Wissenschaft sowie Freizeit-Tipps veröffentlicht. Zudem informiert ein Newsletter der Redaktion einmal pro Woche über Neuigkeiten aus Westfalen.

## Geschichte
Ursprüngliche Herausgeber der Zeitschrift waren der Westfälische Heimatbund und der Landesverkehrsverband Westfalen. Die Zeitschrift erschien anfangs im Monatsrhythmus und sollte „ein Spiegel des westfälischen Lebens“ sein. Der erste Chefredakteur (von Oktober 1951 bis Mai 1975) war der Journalist Clemens Herbermann. Zu den inhaltlichen Schwerpunkten gehörten Kultur und Kulturpolitik zwischen Rhein und Weser sowie die touristischen Reize westfälischer Städte und Landschaften. Einen hohen Stellenwert hatte von Anfang an die westfälische Literatur. So dokumentierte und reflektierte der Westfalenspiegel den Schmallenberger Dichterstreit, befürwortete eine moderne westfälische Literatur und veröffentlichte früh Texte des damals umstrittenen Ernst Meister, was zu heftigen Leserbriefdiskussionen in dem Magazin führte. 
Zu den ehemaligen Autoren zählen viele Schriftsteller:
- Josef Reding
- Hans Dieter Schwarze
- Erwin Sylvanus
- Norbert Johannimloh
- Kurt Dörnemann
- August Everding
- Werner Streletz
- Jürgen P. Wallmann